# Jerbis
Els djerbis (amazic: jjerbi) són una fracció del poble amazic que viuen a l'illa de Gerba (Tunísia), concretament a les viles de Guellala, Cedriane, Mahboubine, Sedouikech, El May i Ajim.